# Arrondissement d'Ohlau

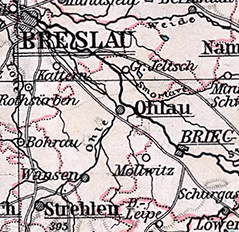
L'arrondissement d'Ohlau à ses limites de 1818 à 1932

L'arrondissement d'Ohlau est un arrondissement prussien de la province de Silésie qui a existé entre 1742 et 1932 et de 1933 à 1945. Le siège de l'arrondissement est Ohlau. L'ancien territoire de l'arrondissement fait maintenant partie de la voïvodie polonaise de Basse-Silésie.

## Histoire

### Royaume de Prusse
Après la conquête de la majeure partie de la Silésie par la Prusse en 1741, les structures administratives prussiennes sont introduites en Basse-Silésie par l'ordre du cabinet royal du 25 novembre 1741. Celles-ci comprennent la création de deux chambres de guerre et de domaine (de) à Breslau et Glogau ainsi que leur division en arrondissements et la nomination d' administrateurs d'arrondissement le 1er janvier 1742.
Dans la principauté de Brieg, l'une des sous-principautés silésiennes, les cinq arrondissements prussiens d'Ohlau, Brieg (de), Kreuzburg (de), Strehlen et Nimptsch sont formés à partir d'anciennes faubourgs silésiens. Ernst Friedrich von Berge-Herrendorf est nommé premier administrateur de l'arrondissement d'Ohlau,. L'arrondissement d'Ohlau est subordonné à la Chambre de guerre et de domaine de Breslau jusqu'à ce qu'il soit affecté au district de Reichenbach dans la province de Silésie au cours des réformes Stein-Hardenberg en 1815
Au cours des ajustements frontaliers entre les districts silésiens, l'arrondissement de Grottkau donne la ville de Wansen et les villages d'Alt Wansen, Bischwitz, Halbendorf, Johnwitz, Knischwitz et Spurwitz à l'arrondissement d'Ohlau en 1816. Lors de la réforme des arrondissements du 1er janvier 1818 dans le district de Breslau, les villages de Beckern, Jeltsch, Lange, Neuvorwerk et Rattwitz sont transférés de l'arrondissement de Breslau à l'arrondissement d'Ohlau .
Le 8 novembre 1919, la province de Silésie est dissoute. La nouvelle province de Basse-Silésie est formée à partir des districts de Breslau et Liegnitz. Le 30 septembre 1929, une réforme territoriale a lieu dans l'arrondissement d'Ohlau, comme dans le reste de l'État libre de Prusse, au cours de laquelle tous les districts de domaine sont dissous et attribués à des communes rurales voisines.
Le 1er octobre 1932, l'arrondissement d'Ohlau est temporairement dissous. La ville de Wansen ainsi que les communes d'Alt Wansen, Brosewitz, Hermsdorf, Johnwitz, Knischwitz, Köchendorf, Marienau et Spurwitz sont transférés à l'arrondissement de Strehlen, tandis que la majeure partie de l'arrondissement est rattachée à l'arrondissement de Brieg (de),. Cette situation est due aux décrets d'urgence du président du Reich sur les mesures d'austérité dans les services publics, selon lesquelles un certain nombre d'arrondissements sont dissous. Le 1er octobre 1933, l'arrondissement d'Ohlau est reconstitué, mais sans la partie qui a été attribuée à l'arrondissement de Strehlen en 1932.
Le 18 janvier 1941, la province de Silésie, unifiée le 1er avril 1938, est à nouveau dissoute et la nouvelle province de Basse-Silésie est formée à partir des districts de Breslau et Liegnitz.
Au printemps 1945, l'arrondissement est occupé par l'Armée rouge. À l'été 1945, l'arrondissement est placé sous administration polonaise par les forces d'occupation soviétiques conformément à l'Accord de Potsdam (de). L'afflux de civils polonais commence dans l'arrondissement, dont certains viennent des zones à l'est de la ligne Curzon qui sont tombées aux mains de l'Union soviétique. Dans la période qui suit, la majeure partie de la population allemande est expulsée de l'arrondissement.

## Évolution de la démographie
| Année | Habitants | Source |
| ----- | --------- | ------ |
| 1795  | 25 994    | [ 10 ] |
| 1819  | 34 402    | [ 11 ] |
| 1846  | 49 285    | [ 12 ] |
| 1871  | 55 020    | [ 13 ] |
| 1885  | 56 409    | [ 14 ] |
| 1900  | 54 497    | [ 15 ] |
| 1910  | 54 963    | [ 15 ] |
| 1925  | 57 463    | [ 16 ] |
| 1939  | 52 475    | [ 16 ] |

## Administrateurs de l'arrondissement
1742–175900Ernst Friedrich von Berge und Herrendorf (de)
1765–178000Johann George von Kottulinsky (de)
1781–180500Hans Friedrich von Wentzky und Petersheyde (de)
1805–184100Johann Adrian Philipp Anton von Hoverden (de)
1844–185000Carl Arthur von Wrochem (de)
18500000000Heinrich Dietlein
1850–185300Heinrich Wilhelm
1853–186600Moritz von Prittwitz und Gaffron (de)
1867–187300Albert von Seherr-Thoß
1873–188700Ernst Friedrich von Eicke (de)
1887–189800Bernhard von Puttkamer
1898–190100Heinrich York von Wartenburg
1901–190900Erich von Strempel
1909–191400Kurt von Hertzberg (de)
1914–191700Heino von Heimburg
1917–191800Mueller-Baudiß
1918–191900von Hoffmann
1919–192400Ferdinand Mackensen von Astfeld (de)
1924–193200Otto Ehrensberger (de)
19320000000Hans Bertuch (de)
1933–194400Rudolf Thiele (de)
1944–194500Otto Braß (de)

## Constitution communale
Depuis le XIXe siècle, l'arrondissement d'Ohlau est divisé en villes, en communes rurales et en districts de domaine. Avec l'introduction de la loi constitutionnelle prussienne sur les communes du 15 décembre 1933 ainsi que le code communal allemand du 30 janvier 1935, le principe du leader est appliqué au niveau municipal. Une nouvelle constitution d'arrondissement n'est plus créée; Les règlements de l'arrondissement pour les provinces de Prusse-Orientale et Occidentale, de Brandebourg, de Poméranie, de Silésie et de Saxe du 19 mars 1881 restent applicables.

## Communes
L'arrondissement d'Ohlau comprend pour la dernière fois une ville et 85 communes : 
| - Altbergel-Altottag - Beckern - Birksdorf - Bischwitz - Breile - Bulchau - Chursangwitz - Dammelwitz - Daupe - Deutsch Breile - Deutsch Steine - Dremling - Eisfeld - Frauenhain - Freudenfeld - Gaulau - Giesdorf - Göllnerhain - Grasau - Grebelwitz - Groß Eichau - Groß Peiskerau | - Grünaue - Gunschwitz - Günthersdorf - Gusten - Haltauf - Heidau - Hennersdorf - Hirschaue - Höckricht - Hohenlinde - Hünern - Jätzdorf - Jauer - Jeltsch - Jungwitz - Kallen - Kauern - Klein Jenkwitz - Klein Öls - Klein Peiskerau - Klosdorf - Kochern | - Krausenau - Kresseheim - Leisewitz - Lorzendorf - Markstädt - Marschwitz - Märzdorf - Mechwitz - Mellenau - Minken - Neubergel - Neuottag - Neuvorwerk - Niehmen - Odersteine - Ohlau - Peisterwitz - Peltschütz - Polwitz - Quallwitz - Quosdorf - Radwaldau | - Rattwitz - Rodeland - Rosenhain - Runzen - Sackerau - Saulwitz - Schockwitz - Seiffersdorf - Silingental - Sitzmannsdorf - Steindorf - Tempelfeld - Thiergarten - Thomaskirch - Weigwitz - Weisdorf - Würben - Wüstebriese - Zedlitz - Zottwitz |

Le district forestier inhabité de Rogelwitz appartient également à l'arrondissement.
Incorporations jusqu'en 1929
- Lange, le 20 avril 1929 à Eltsch
- Halbendorf, le 29 mars 1919 à Wansen
- Jakobine, le 30 septembre 1928 à Dremling
- Poppelwitz, le 30 septembre 1928 à Polwitz
- Rohrau, le 30 septembre 1928 à Saulwitz
- Bischwitz bei Wansen, le 30 septembre 1928 à Wansen
- Baumgarten le 31 mars 1913 à Ohlau

## Changements de noms de lieux
En 1936/1937, certaines communes de l'arrondissement sont renommées:
- Goy → Göllnerhain,
- Graduschwitz → Grasau
- Groß Dupine → Groß Eichau
- Jankau → Grünaue
- Kontschwitz → Hohenlinde (Schlesien)
- Laskowitz → Markstädt
- Niefnig → Kresseheim
- Quosnitz → Quosdorf
- Radlowitz → Radwaldau
- Raduschkowitz → Freudenfeld
- Schwoika → Silingental
- Stannowitz → Eisfeld (Schlesien)
- Trattaschine → Hirschaue

## Personnalités
- Curt von Prittwitz und Gaffron (né le 16 juillet 1849 et mort le 16 février 1922), officier de marine, amiral de la marine impériale allemande et du MdPH, né au manoir de Sitzmannsdorf
- Bernhard Lichtenberg (1875-1943), prêtre catholique né à Ohlau.
- Richard Peter (1895-1977), photographe né à Klein Jenkwitz.
- Hans-Ulrich von Schweinitz (de) (1908-1972), diplomate allemand né à Sitzmannsdorf